# Hoteleria
L'hoteleria o hostaleria són aquelles activitats econòmiques consistents en la prestació de serveis lligats a l'allotjament i l'alimentació esporàdics, molt usualment vinculats al turisme. Els establiments dedicats a aquestes activitats –a totes dues conjuntament o a una per separat– reben diferents noms, segons la seva categoria o finalitat, encara que les denominacions oficials solen dependre de la reglamentació local, que els classifica amb criteris urbanístics, sanitaris, impositius o de seguretat. Entre les diverses denominacions podem destacar els hotels, els hostals, els paradors, les pensions, els albergs juvenils, els habitatges de turisme rural, els balnearis, els bars, les tavernes, els cellers, els restaurants, les fondes, els quiosquets, etc. Alguns s'especialitzen en algun tipus de menjar o de beguda: hamburgueseries, pizzeries, gelateries, orxateries, xocolateries, etc. Altres, inicialment especialitzats, s'han diversificat per oferir tota mena de consumicions, com les cafeteries o les teteries.
Quan es combinen amb un altre tipus de serveis o d'atraccions, els establiments hotelers poden entrar en un altre tipus de categories, com els englobats dins les activitats d'oci (discoteques, etc.). Tampoc se sol considerar hostaleria el servei de menjar a domicili. Se sol considerar un equivalent de l'hostaleria l'activitat dels apartaments turístics (especialment els aparthotels o els apartaments localitzats en un complex turístic o similar), tot i que no se sol considerar hostaleria l'arrendament d'immobles per a residència habitual.
Els serveis hostalers lligats a activitats com la sanitària (hospitals) o l'educativa (col·legis majors) de vegades es consideren i gestionen separadament, i de vegades es consideren i gestionen conjuntament amb l'activitat principal.
Els creuers són una activitat que combina el transport amb l'hostaleria, cosa que, en menor mesura, té lloc també en el ferrocarril (als  cotxes llits o als vagons restaurants) i en l'aviació comercial (amb diferents comoditats per als passatgers, com ara menjars, begudes i dispositius per facilitar el descans i el son als seients).